# Edwardstone
Edwardstone és un llogaret i parròquia civil de Babergh, Suffolk, Anglaterra. Inclou Mill Green, Priory Green, Round Maple i Sherbourne Street. Té una població de 352 habitants. Limita amb Boxford, Great Waldingfield, Groton, Little Waldingfield, Milden i Newton. Al Domesday Book (1086) està escrit amb la forma Eduardestuna. John Winthrop, governador de la colònia de la badia de Massachusetts, va néixer a Edwardstone.